# Hajrudin Varešanović
Hajrudin Varešanović poznatiji kao Hari Varešanović (Sarajevo, 16. siječnja 1961.), bosanskohercegovački glazbenik.

## Karijera
Hajrudin Varešanović jedan je od najznačajnijih bosanskih kantautora i osnivač jedne od najpopularnijih grupa Bosne i Hercegovine, "Hari Mata Hari". Estradnu karijeru započeo je tijekom 1970-ih u sarajevskoj grupi "Ambasadori", da bi nastavio u grupi "Zov". Kao frontmen grupe postiže veliki uspjeh s pjesmom Golubica u kojoj se objedinjuju elementi popa i rocka s elementima tradicionalnog bosanskog folklora. 
Od 1980. godine pjeva u novoj grupi, 1985. prozvanoj Hari Mata Hari. Više puta je nastupao na Jugoviziji i postizao velike uspjehe. Na Eurosongu 2006. nastupio je za Bosnu i Hercegovinu s pjesmom Lejla. Autor te pjesme bio je Željko Joksimović. 
Hari Varešanović živi u Sarajevu.